# Municipio de Tate (Arkansas)
El municipio de Tate (en inglés: Tate Township) es un municipio ubicado en el condado de Scott en el estado estadounidense de Arkansas. En el año 2010 tenía una población de 59 habitantes y una densidad poblacional de 0,38 personas por km².

## Geografía
El municipio de Tate se encuentra ubicado en las coordenadas 34°59′8″N 93°55′14″O / 34.98556, -93.92056. Según la Oficina del Censo de los Estados Unidos, el municipio tiene una superficie total de 154.96 km², de la cual 154,91 km² corresponden a tierra firme y (0,03 %) 0,05 km² es agua.

## Demografía
Según el censo de 2010, había 59 personas residiendo en el municipio de Tate. La densidad de población era de 0,38 hab./km². De los 59 habitantes, el municipio de Tate estaba compuesto por el 98,31 % blancos y el 1,69 % eran de una mezcla de razas. Del total de la población el 0 % eran hispanos o latinos de cualquier raza.